# Corcho
El corcho es la corteza del alcornoque (Quercus suber), un tejido vegetal que en botánica se denomina felema y que recubre el tronco del árbol. Cada año, crece una nueva peridermis –formada por anillos que crecen de dentro hacia fuera del alcornoque- que se superpone a las más antiguas, formando así esta corteza. El corcho puede presentarse en bruto, como producto directo de la extracción de la corteza del árbol o elaborado para su utilización en diferentes áreas. El principal componente del corcho es la suberina.

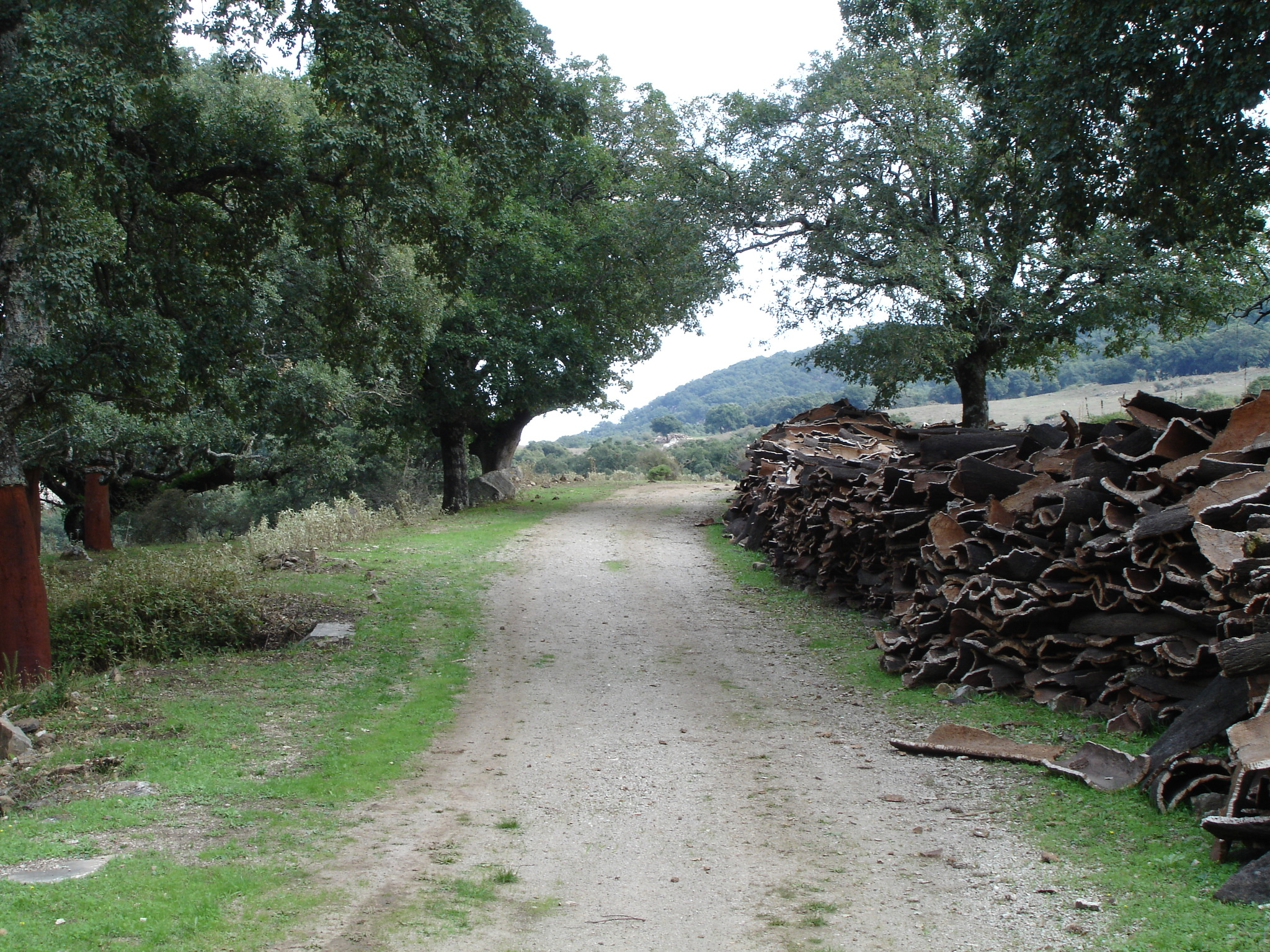
Recolección de corcho en el parque natural de Los Alcornocales

La producción mundial de corcho es de unas 340.000 toneladas, de las cuales Portugal produce un 61%, España un 30%, e Italia un 6%.

## Propiedades
El corcho posee cualidades únicas e inigualables que ningún ingenio humano ha logrado imitar o mejorar:
- Ligereza: se debe a que el 88% de su volumen es aire, lo que se traduce en una densidad baja.
- Elasticidad: la elasticidad es la capacidad de recuperar el volumen inicial tras sufrir una deformación que justifica, entre otras, su utilización como en tapamiento. El corcho puede comprimirse hasta casi la mitad de su longitud sin perder ninguna flexibilidad, y recupera su forma y volumen en cuanto deja de presionarse.
- Coeficiente de rozamiento elevado: la superficie del corcho queda tapizada por microventosas que le permiten una gran adherencia y dificultan su deslizamiento.
- Impermeabilidad: la difusión de líquidos y gases a través del corcho es muy dificultosa, gracias a la suberina y a los ceroides presentes en las paredes de sus células, el corcho es prácticamente impermeable a líquidos y gases. Su resistencia a la humedad le permite envejecer sin deteriorarse, de ahí que varias ánforas de vino halladas dentro del mar conservasen su cierre de corcho en perfectas condiciones.
- Gran poder calorífico: la capacidad del corcho para generar calor es equivalente a la del carbón vegetal, alrededor de 7000 Kcal/kg.
- Fácilmente manejable: modificando artificialmente el contenido en agua del corcho, mediante hervido por ejemplo, se facilitan los procesos industriales, principalmente los de corte, al volverse más blando y elástico.
- Bajo contenido en agua: la humedad de equilibrio del corcho con el ambiente, una vez eliminada la raspa, no supera el 9% de su peso, siendo normalmente del 6%. Esta baja humedad hace imposible la proliferación de microorganismos.
- Aislante térmico: la función natural del corcho es proteger las partes vivas del árbol que lo genera. Su estructura alveolar (impidiendo circular el aire), su bajo contenido en agua y la falta de conductividad de sus compuestos le permite cumplir su función de aislante de forma efectiva. Presenta una resistencia al paso del calor treinta veces superior al del hormigón.

## La industria del corcho en España

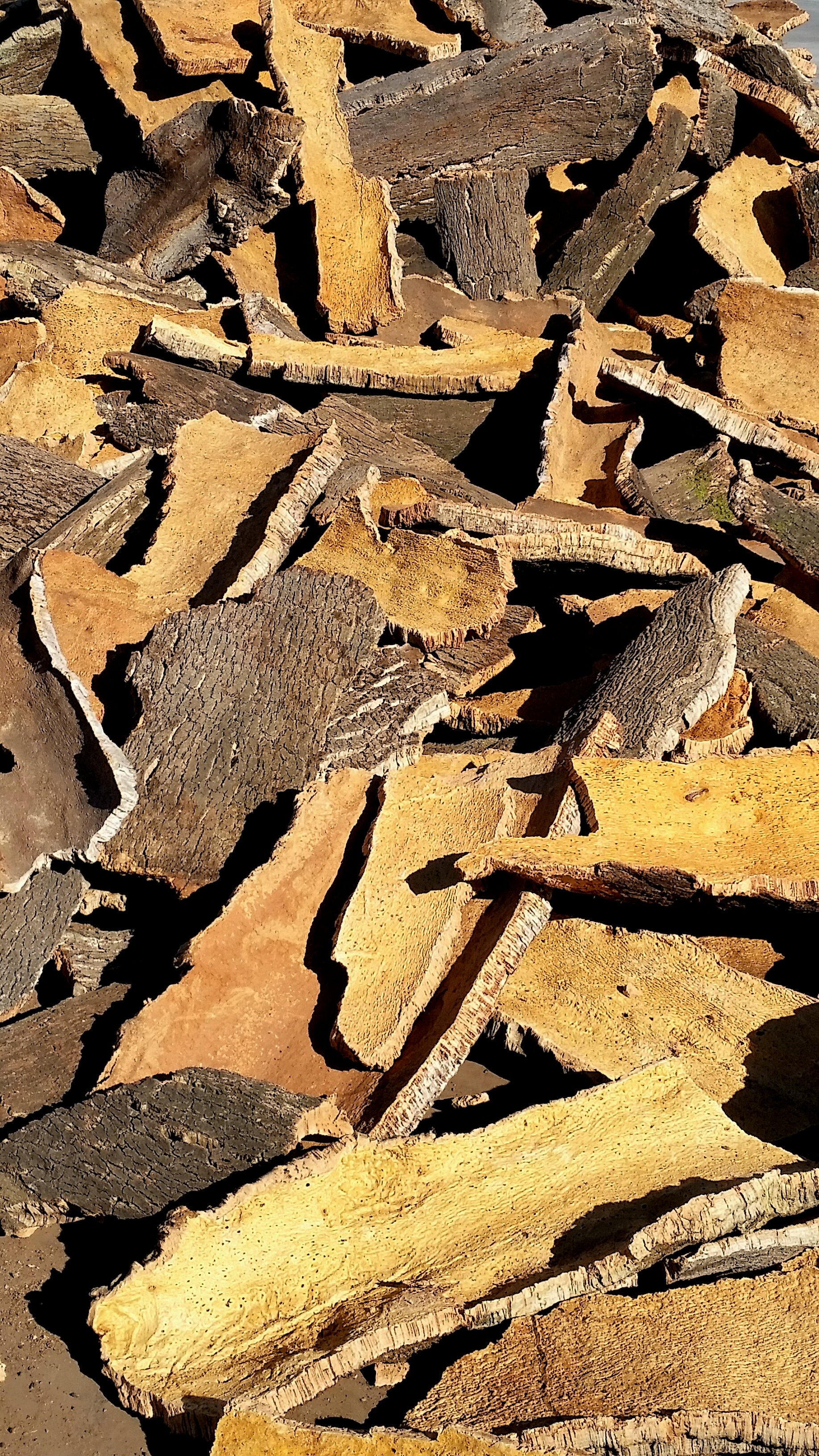
Cortezas de alcornoque de Extremadura

El sector del corcho español se concentra principalmente en tres comunidades autónomas: Andalucía, Extremadura y Cataluña. En este sentido, España tiene 506.000 hectáreas de alcornocales que representan un 25% del total mundial, donde se extraen 88.400 toneladas de corcho que representan el 30% de la producción de corcho a nivel mundial. Existen aproximadamente unas 150 empresas que ocupan en total a alrededor de 2000 trabajadores.
La industria del corcho se divide en dos tipos de clúster:
1. Preparación
2. Fabricación y comercialización de tapones.

Andalucía y Extremadura están especializadas en la preparación del corcho (en Extremadura la preparación representa un 70% de la industria). El resto se divide entre la fabricación de tapones, sus productos auxiliares y la comercialización de estos. En Cataluña las empresas se han especializado en la fabricación y comercialización de tapones de corcho para vinos tranquilos y espumosos, representando el 80% de la cadena de valor. El sector corchero español produce 3.000 millones de tapones, de los cuales 1300 millones se destinan a espumosos y 1700 millones a los vinos.

### Exportación
Del total de la facturación del sector corchero español, más del 50% pertenece a las exportaciones. Los principales destinos de las exportaciones españolas son los mercados europeos que acumulan más del 80%, siendo Francia, Portugal e Italia los mayores mercados de destino de las mismas. Entre los países americanos, destacan Argentina, Chile y los Estados Unidos, que representan un 10% del total exportado.

## Procesos de elaboración

### Descorche o «saca del corcho»

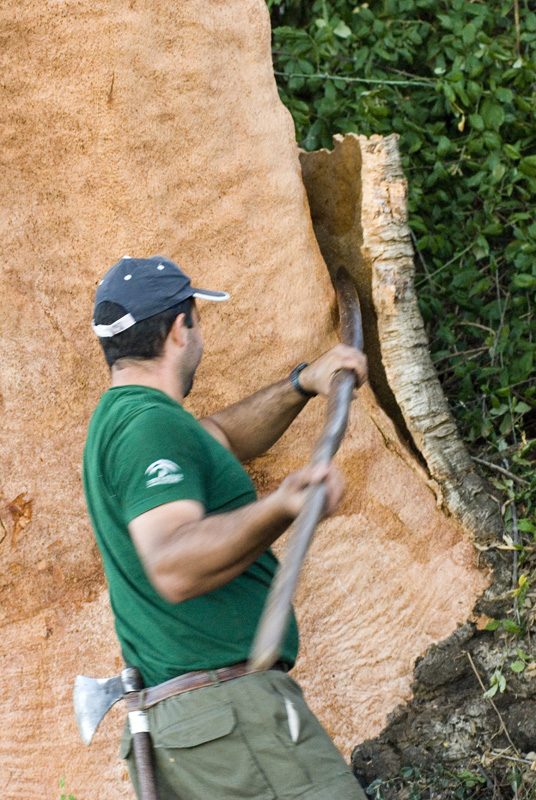
Saca del corcho en Aracena (Huelva, España)

La extracción del corcho del alcornoque se denomina «saca del corcho», una actividad que se realiza en la fase más activa del crecimiento del corcho, entre mediados de mayo y junio hasta mediados/finales de agosto. En esta época, los trabajadores denominados «corcheros» o «peladores» extraen la corteza del alcornoque cortando con un hacha y uniendo las grietas verticales del corcho. Así retiran lo que se denomina planchas de corcho, denominándose también «la pela del alcornoque».
El corcho se puede extraer por primera vez cuando el árbol tiene entre 30 y 60 años, pero este dato depende mucho de la calidad de estación, ya que el parámetro a medir es cuando el árbol tenga una «circunferencia altura de pecho» (CAP) mayor de 60 cm sobre corcho. Este primer corcho se denomina «corcho bornizo», patrón o corcho de belenes, solo válido para la elaboración de elementos decorativos y aislamientos termoacústicos, dada la dificultad de separar del corcho la fina corteza leñosa externa de color grisáceo, por lo que no se puede utilizar para aglomerados ni para uso alimentario (como, por ejemplo, en tapones de vino), ya que no cumple la calidad necesaria.
Entre nueve y catorce años después, según la zona, se produce el segundo descorche, del cual se obtiene un material llamado «corcho secundario» que cuenta con una estructura regular menos dura pero aún no es válido para la producción de tapones.
Es en la tercera saca —cuando el árbol tiene entre 40 y 50 años— y en las siguientes, cuando se logra obtener el corcho con las propiedades adecuadas para la producción de tapones de calidad, ya que este presenta una estructura mucho más regular con costados y bases lisas. Es el denominado «corcho amadia» o «de reproducción». A partir de este momento, el alcornoque proporcionará cada entre 9 y 14 años, corcho de buena calidad. A partir de ese momento, su explotación durará un promedio de 150 años, lo que equivale a unas 14-15 sacas de corcho.
El descorche del alcornoque es un proceso ancestral que debe realizarse por profesionales y se ejecuta en 6 etapas:
1. Abrir - Se golpea el corcho en sentido vertical escogiendo la hendidura más profunda de las ranuras de la corteza. Al mismo tiempo, se va ladeando el filo del hacha para separar la plancha del entrecasco o entrecorteza. Es posible calcular el grado de dificultad de cada extracción debido al golpe del hacha. Si se aplica un buen golpe se produce un sonido hueco típico del rasgamiento. Si por el contrario, se da un mal golpe, el hacha produce un sonido corto, firme y seco.
2. Separar - Justo después, se separa la plancha a través del corte de hacha entre la parte interior de la plancha y el entrecasco. Luego se ejecuta un corte ladeando el hacha entre el tronco y el corcho que se pretende separar.
3. Trazar - Con un corte horizontal se delimita el tamaño de la plancha del corcho que se sacará y la que se quedará en él.
4. Extraer - Se retira cuidadosamente la plancha del árbol para no partirla. Cuanto más grandes sean las planchas, más aumenta su valor comercial y, por tanto, mayor debe ser la destreza y la habilidad de los descorchadores. Una vez se retira la primera plancha, se repite esta operación para dejar desnudo todo el tronco.
5. Quitar - Después de la extracción de las planchas, se mantienen adheridos algunos fragmentos de corcho a la base del tronco, los cuales se suelen llamar "garras". Para quitar posibles parásitos que queden en la cuña del alcornoque, el descorchador da algunos golpes con el ojo del hacha.
6. Marcación - Finalmente, se marca el árbol, indicando el año en el que se realizó la extracción.

Después del descorche, las planchas de corcho son apiladas en el bosque o en astilleros dentro de las instalaciones de alguna fábrica. Todas las planchas se apilan siguiendo reglas propias y muy restrictivas (definidas por el Código Internacional de Prácticas Corcheras - CIPR), para que el corcho logre una estabilización óptima. De acuerdo con el CIPR, el tiempo de reposo de las planchas nunca debe ser inferior a los seis meses y tras este periodo el corcho entra en la cadena industrial.

### Tratamiento del corcho
Existen fundamentalmente dos procesos distintos para el tratamiento del corcho. El primero de ellos es el utilizado para la creación del tapón de corcho de las botellas. En este proceso, el corcho es hervido a 100 grados centígrados durante aproximadamente una hora, después se deja curar el corcho durante un año. Este corcho una vez curado se hierve una segunda vez, se corta en tiras y se perfora para crear los tapones.
En el segundo proceso el corcho de peor calidad y los restos de las planchas de buen corcho se limpian, trituran, aglutinan y prensan para obtener un aglomerado de corcho en muy diversas presentaciones: gránulos, planchas, rollos, barras, u otras formas geométricas. Su uso es variado, desde tapones de botellas de peor calidad hasta baldosas para pisos o techos, como material aislante, como junta de estanqueidad, o en paneles ya sean acústicos, decorativos o para pinchar notas.

## Usos

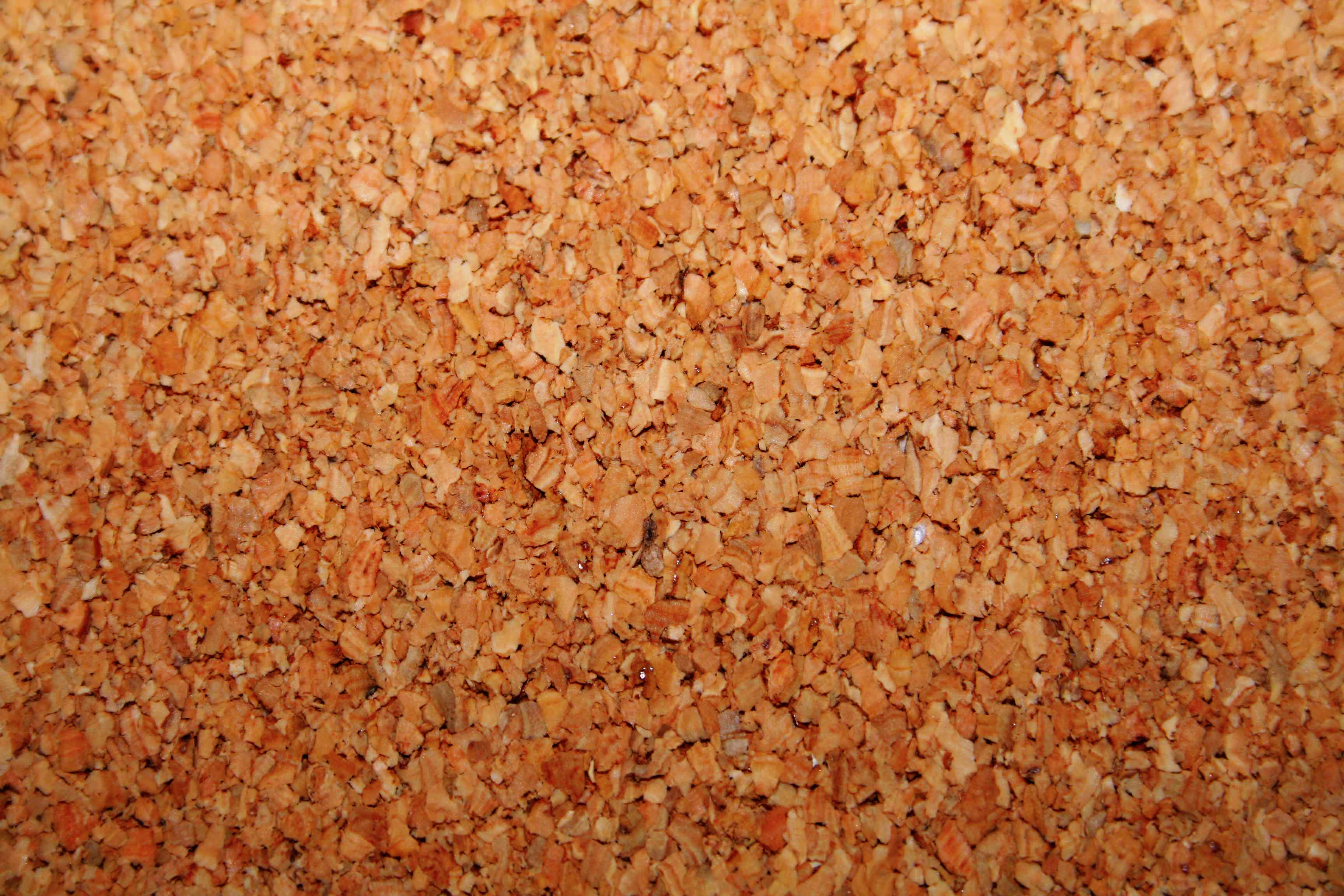
Papel corcho

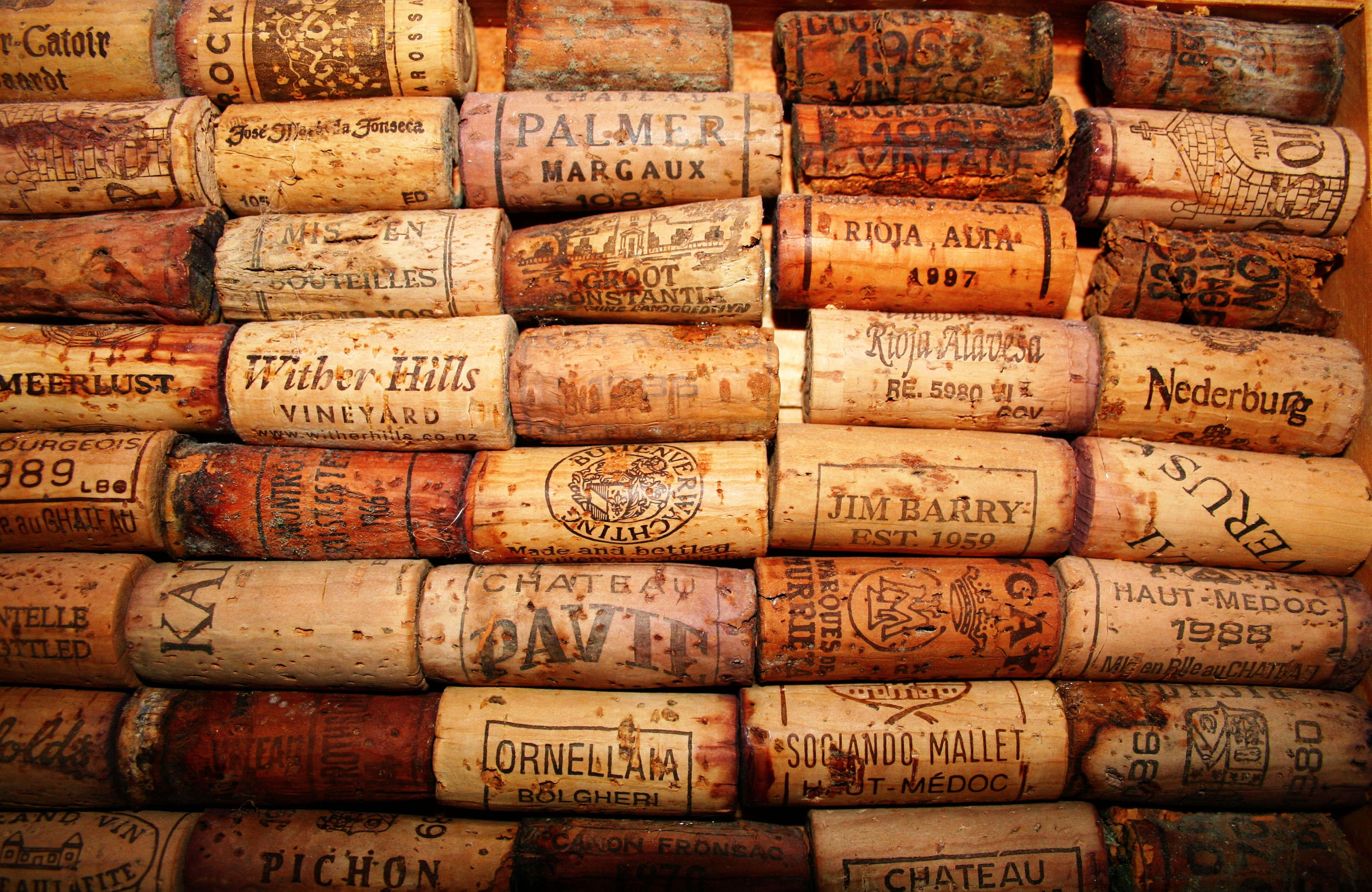
Tapones de corcho

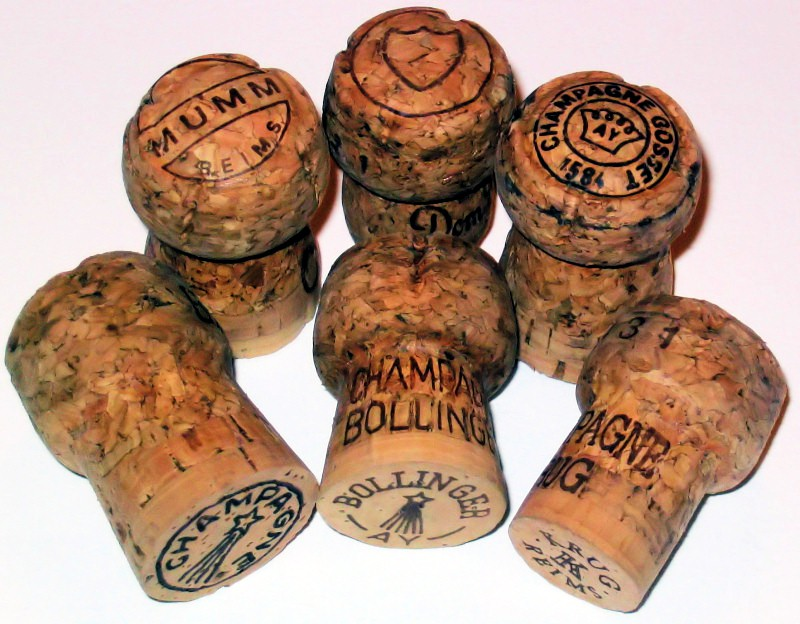
Tapones para champán

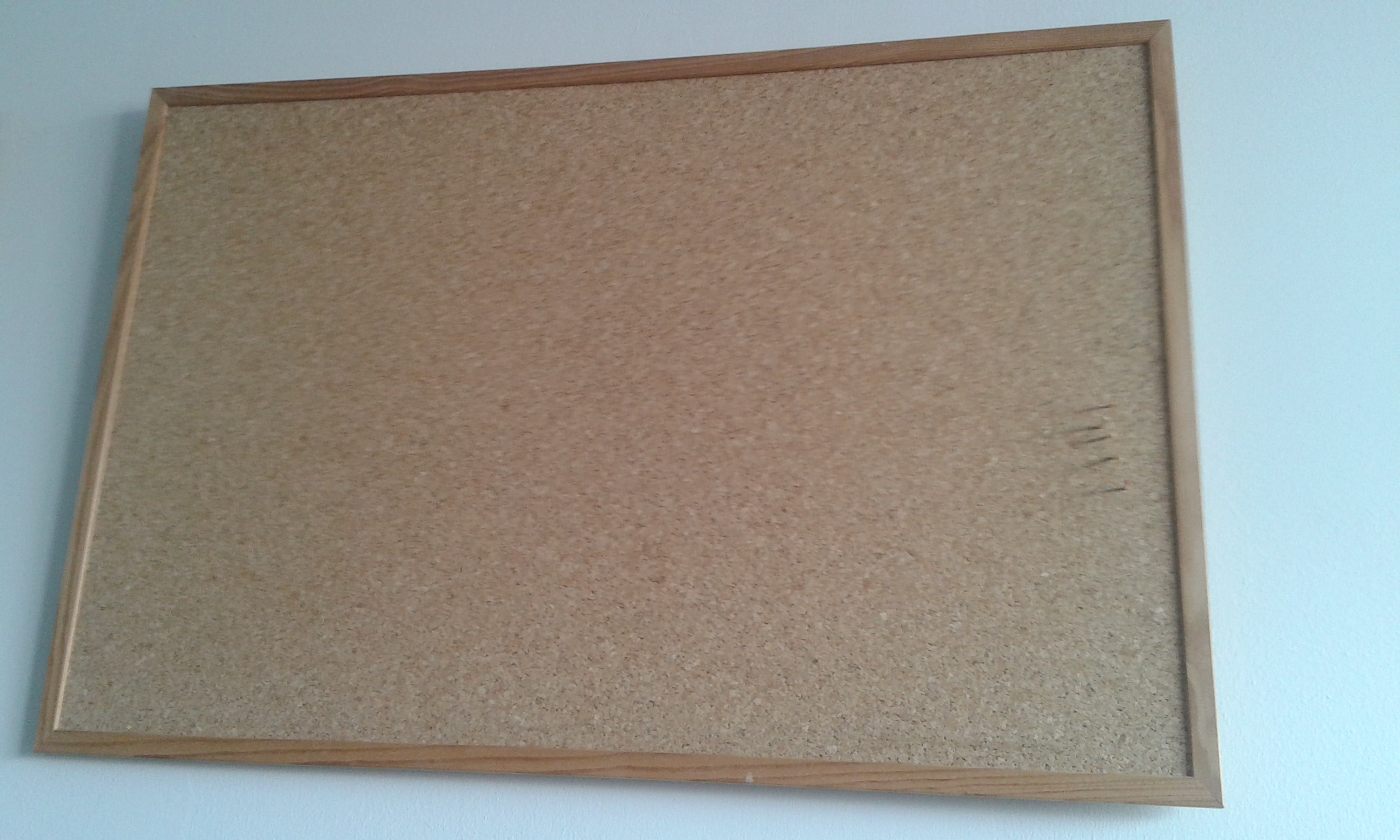
Tablón de corcho de uso escolar, utilizado para colgar anuncios y avisos de todo tipo

Uno de los usos más difundidos del corcho es como tapón para recipientes de vidrio, en especial botellas de vino, de aceite y de bebidas alcohólicas. En su origen, estos tapones se fabricaban solo con corcho natural; pero aunque hoy en día se los produce con otros materiales, principalmente plásticos, siguen denominándose muchas veces de forma genérica como corchos.
Otra aplicación frecuente del corcho es la producción de paneles con fines acústicos o decorativos, que en ocasiones se colocan sobre las paredes, a modo de carteleras donde se fijan notas, avisos u otros objetos livianos mediante chinchetas. Al igual que los tapones, este tipo de paneles se fabricaban originalmente con corcho natural; y aunque actualmente se los produce también con fibras plásticas o de celulosa, u otros materiales textiles, siguen denominándose a veces como «corchos». También se puede poner en flotadores gracias a su flotabilidad.
También es usado como aislante en la construcción tanto en su versión de planchas aglomeradas mediante colas fenólicas, en planchas comprimidas y tratadas a altas temperaturas y granulado para confección de morteros aligerados.
Así como componente en los instrumentos de viento como cierre para evitar la salida de viento en las llaves y otras zonas. Actualmente, el corcho se encuentra en multitud de productos de uso cotidiano, desde suela de zapatos, accesorios textiles como bolsos o paraguas, y productos de decoración del hogar o juegos.

## Medio ambiente
El bosque alcornocal es uno de los ecosistemas de mayor valor en términos de biodiversidad en Europa, albergando algunas de las especies animales más emblemáticas y amenazadas de los ecosistemas mediterráneos, como el águila imperial, la cigüeña negra o el lince ibérico.
Destaca por sus beneficios ambientales. La conservación del alcornocal reduce el riesgo de incendios, ya que el alcornoque es muy resistente al fuego gracias a la protección que le proporciona la capa de corcho que le rodea y su rápida capacidad de rebrotar. Asimismo, es un freno a la desertización, gracias a la capacidad de los alcornoques de retener el terreno en sus raíces al mismo tiempo que con sus copas frenen la intensidad de la lluvia, reduciendo la escorrentía del agua y evitando la erosión del terreno. En este sentido, el alcornocal, como otros bosques, tiene también un papel relevante en el ciclo del agua ya que la materia orgánica del suelo frena el agua de la lluvia, mitiga su efecto erosivo y absorbe el agua, lo que constituye un factor favorable a la alimentación de los acuíferos.
Su adecuada gestión aporta, además, valiosos servicios ambientales como la protección contra el cambio climático. Dada la larga vida del material, el CO2 queda depositado en los productos de corcho durante mucho tiempo. Se ha calculado que un tapón de corcho fija el doble de su peso en CO2. Por lo tanto, se trata de una industria que ayuda a retener el cambio climático.
El corcho es un material natural, orgánico, renovable y biodegradable y 100% reciclable.